# Edwin H. Knopf
Pour les articles homonymes, voir Knopf.
Edwin H. Knopf (11 novembre 1899 - 27 décembre 1981) est un producteur de film américain, réalisateur et scénariste. Il est né à New York et est allé travailler au début de sa vie au service de la rédaction des activités d'édition de son frère Alfred A. Knopf.

## Biographie
Après s'être essayé à l'interprétation, Edwin se tourna vers la production en 1928. Peu après avoir été impliqué dans plusieurs pièces de théâtre, il s'installe à Hollywood et trouve du travail comme réalisateur et scénariste. Parmi ses films en tant que réalisateur, on trouve Paramount on Parade (1930). En tant que producteur, il a été impliqué dans la réalisation de films tels que La Pantoufle de verre (1955), Lili (1953), et La Malaisie (1949).
Des sketches sur le début de sa vie en Italie sont inclus dans le livre qu'il a écrit avec son épouse Mildred O. Knopf, La nourriture de l'Italie et comment la préparer (New York: Alfred A. Knopf, 1964).
Edwin H. Knopf meurt à Brentwood, en Californie, le 27 décembre 1981.

## Filmographie partielle
Réalisateur
- 1930 : Paramount on Parade, film collectif
- 1930 : The Santa Fe Trail co-réalisé avec Otto Brower
- 1930 : The Border Legion coréalisé avec Otto Brower
- 1951 : L'Amant de Lady Loverly (The Law and the Lady)

Producteur
- 1942 : Carrefours (Crossroads), de Jack Conway
- 1943 : Cry Havoc, de Richard Thorpe
- 1944 : La Septième Croix (The Seventh Cross) de Fred Zinnemann
- 1945 : La Vallée du jugement (The Valley of Decision) de Tay Garnett
- 1946 : Cœur secret (The Secret Heart) de Robert Z. Leonard
- 1947 : Cynthia de Robert Z. Leonard
- 1948 : L'Indomptée (B.F.'s Daughter) de Robert Z. Leonard
- 1949 : Édouard, mon fils (Edward, My Son) de George Cukor
- 1951 : Laisse-moi t'aimer (Mr. Imperium) de Don Hartman
- 1951 : L'Amant de Lady Loverly (The Law and the Lady)
- 1952 : L'Intrépide (Fearless Fagan) de Stanley Donen
- 1953 : Lili de Charles Walters
- 1956 : Diane de Poitiers (Diane) de David Miller
- 1956 : Gaby de Curtis Bernhardt
- 1957 : Contrebande au Caire (Tip on a Dead Jockey), de Richard Thorpe

Scénariste
- 1931 : The Bad Sister de Hobart Henley